# جيم بيل
جيم بيل (بالإنجليزية: Jim Bell)‏ (1 يناير 1953 - ) هو لاعب كرة قدم نيوزلندي في مركز الوسط. شارك مع منتخب نيوزيلندا لكرة القدم. أما مع النوادي، فقد لعب مع Brooklyn Northern United AFC ‏ وOnehunga Mangere United AFC ‏.